# 단장의 능선 전투
단장의 능선 전투(斷腸의 稜線 戰鬪, 영어: Battle of Heartbreak Ridge, 1951년 9월 13일 ~ 10월 13일)는 미국 2 보병 사단과 프랑스 대대 및 네덜란드 판 회츠 연대가 중동부 전선의 주저항선을 강화할 목적으로 894고지, 931고지, 851고지에 배치된 조선인민군 제6, 12사단을 공격하여 점령한 공격 전투다.
"단장의 능선"이란 이름은 연합통신 특파원이었던 스탠 카터(Stan Carter)가 그 이름을 지었다. 이 전투 초기에 많은 사상자가 발생하였는데 종군기자인 스탠 카터가 전투 상황을 취재하면서 어느 전방 대대 구호소를 방문하였을 때, 한 부상병이 벌벌 떨면서 "가슴이 찢어지는 듯해! 가슴이 찢어지는 듯해!"라고 고통스럽게 부르짖었다. 이 말에서 암시를 받은 스탠 카터 기자는 이 능선의 전투 상황에 걸맞는 이름인 "단장의 능선(Heart Break Ridgeline)"이란 이름을 붙여 보도함으로써 그 이후부터 931고지 일대를 "단장의 능선"이라고 부르게 되었다.
피의 능선에서 철수한 국군은 피의 능선으로부터 불과 1,500야드(1,400m) 떨어진 7마일(11km) 길이의 언덕에 새로운 진지를 구축한다. 방어적인 측면에서 단장의 능선은 피의 능선보다 강력한 것으로 여겨졌다.

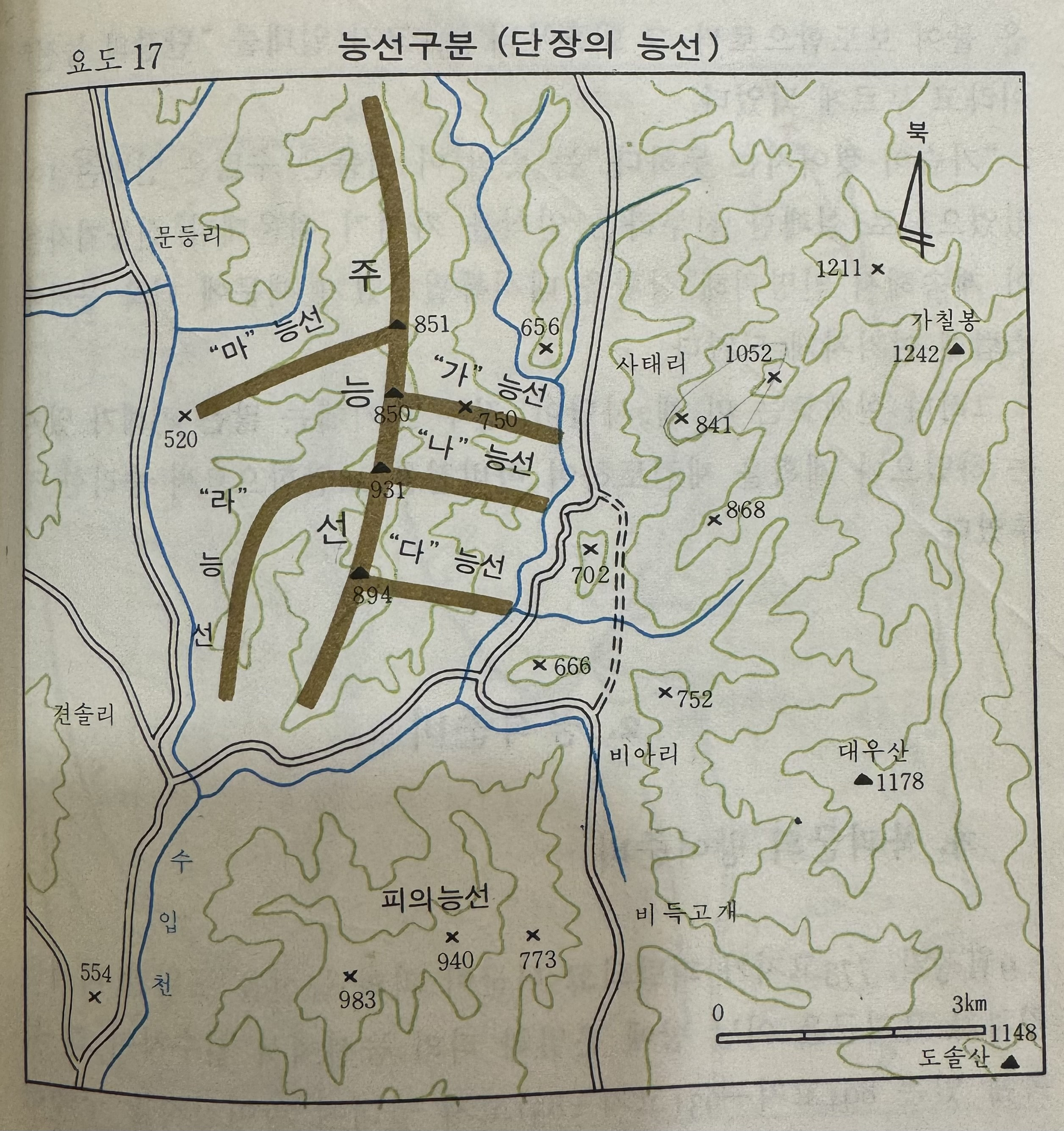
단장의 능선 요도

## 배경
피의 능선에서 철수한 후, 조선인민군은 단장의 능선으로 접근하는 인근 능선을 덮고 있는 벙커, 참호, 강력하게 요새화되고 위장된 진지들로 후퇴했다. 9월 5일 피의 능선 전투가 끝나고 8일 후 단장의 능선에서 공격이 있을 때까지 잠시 동안 조선인민군은 방어를 더욱 강화하고 능선을 지키는 부대들을 강화했다. 문등리 계곡에서 북한군 3군단의 제12사단은 서쪽의 언덕들을 통제했고, 같은 3군단의 제6사단은 단장의 능선과 사태리 계곡 부분을 담당했다. UN군의 공중 정찰은 북한군이 단장의 능선 지역에서 매우 활동적이었다는 것을 밝혀냈고, 능선 옆에 있는 계곡들에 포병과 박격포 부대들을 배치했다. 그러나 우거진 숲과 덤불은 북한군의 정교한 요새들을 은폐했다. 제2사단 내에서는 단장의 능선 공격에 대한 북한군의 예상되는 반응의 정도에 대해 상당한 의견 차이가 있었는데, 포병 지휘관 워커 대령은 북한군이 그것을 위해 "지옥처럼 싸울 것"이라고 생각한 반면, 일부 참모들은 대응이 격렬하지 않을 것이라고 생각했다.
단장의 능선은 3개의 봉우리가 종으로 연결된 형태이다. 즉, 남에서 북으로 공격한다면 3개의 고지를 차례로 공격해야 하는 것이다. 그럼에도 이를 확보해야 했던 이유는 크게 네 가지가 있다. 첫째, 문등리와 사태리 계곡 작전로를 장악해야 한다는 것. 둘째, 지역 내 적의 작전 중심지인 문등리를 무력화 해야 한다는 것. 셋째, 캔자스 방어선이 감제 관측되는 취약점을 제거해야 한다는 점. 마지막으로 전선의 만곡부 제거라는 군단 작전 목표를 달성해야 한다는 것이다.

## 공격계획
미 2사단장은 이전의 전투에서 피해를 입은 9연대를 예비로 전환하고, 23연대를 주공으로 하였다. 태리 도로를 횡단하여 주봉인 931고지와 851고지를 분리 후 공격하도록 명령하였다. 3대대를 선두로 2,3대대가 931고지와 851고지 사이의 무명고지(850고지)를 먼저 점령하고, 이후 3대대가 851고지, 2대대가 931고지를 공격하도록 하는 공격계획을 세운다.

## 경과

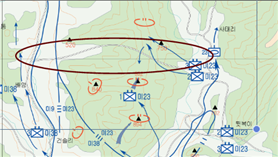
단장의 능선 전투 작전도

### 1차 전투(1951.09.13 ~ 1951.09.27)
1951년 9월 13일 06시에 공격을 단행했다. 2대대와 3대대는 지뢰를 제거하며 북으로 전진했다. 하지만 적의 강력한 포병 화력에 전진하기 어려웠다. 이에 상당한 피해를 입고, 사태리 남쪽 도로를 횡단하여 고지 동쪽에 급편진지를 형성했다. 이후 750-850고지 방향으로 공격하였으나 고착되었다. 지금까지의 전투가 피의 능선 전투의 반복이라고 판단한 사단장은 공격계획 일부를 변경하고 공격력 증강을 결정했다. 적이 동쪽 방어에 집중함을 이용해 아래 사진과 같이 9연대를 남쪽에서 894고지 공격에 가담시켜 동쪽과 남쪽 2개 방향으로 공격하도록 하였고 9월 14일 양개 공격을 개시하였다. 하지만 23연대는 여전히 750고지에 고착되어 있었다. 23연대가 750고지에 고착되자 프랑스대대로 하여금 공격로 동측방 능선에서 가해지는 적에 대해 공격하도록 지시하였다. 한편 9연대는 155mm 중포, 4.2인치 박격포의 지원사격을 받으며 일몰 무렵 목표 894고지 서남쪽 500m 지점의 무명고지를 확보하였다. 다음날인 9월 15일 공격에서도 23연대는 750고지에 고착되었지만, 9연대는 포병 화력 지원 하에 894고지 공격하여 가벼운 손실만 입은 채 점령에 성공하였고, 이후의 적의 야간 역습도 격퇴하였다. 뿐만 아니라 이날의 전투로 적 6사단의 방어 중점이 주봉인 931고지에 있는 것으로 판단할 수 있었다.
9연대가 남쪽 고지를 점령함에 따라 16일부터 23연대는 931고지 공격에 전 대대 투입할 수 있었다. 1대대는 남쪽, 2대대는 동쪽, 3대대는 북쪽 무명고지(850)를 공격하였지만, 매일 많은 사상자만 속출하였고, 돌파구는 열지 못했다. 적 6사단도 많은 피해를 입어 1연대를 대신하여 13연대를 투입하여 방어를 강화했다. 같은 시기 23전차중대가 프랑스 공병소대의 엄호 아래 사태리까지 진출하여 동쪽에서 2,3대대를 지원할 수 있게 되었다. 이로써 마침내 21일 중간목표인 850고지를 점령하였다.
다음날인 23일에도 23연대는 931고지 공격을 계속하였다. 후방마저 차단되어 포위 위협을 느낀 적이 동요하자 1대대가 맹공을 퍼부어 새벽녘에 931고지를 점령하였다. 그러나 같은 날 밤 적은 야포와 박격포를 이용해 역습하여 새벽 무렵 다시 931고지 피탈하였다. 이후 북쪽에서의 2대대 지원 아래 1대대는 다시 역습했으나 실패하였다.
23연대장은 1, 2대대의 피해가 커지자 프랑스대대를 931고지 공격에 운용하도록 하였고, 원래 프랑스대대가 배치됐던 동측방에는 38연대 1대대를 투입하였다. 적 6사단도 괴멸된 13연대를 15연대로 교체하였다. 9월 26일 13시 30분 프랑스대대는 57mm, 75mm 무반동총을 근접지원이 가능하도록 설치 후 공격을 개시하였다. 23전차중대도 적 엄체호를 공격하였으나, 박격포 진지와 기관총 진지 파괴에는 실패하였고, 프랑스대대 또한 사상자만 발생한 채 물러났다. 이에 연대장은 같은 방법으로 계속 공격하는 것은 자살 행위라고 판단하여 사단장에게 사단의 작전을 확대해 문등리에서 931고지로 이어지는 방향에서 투입되는 적의 증원과 보급 분산을 건의하였다. 적의 증원과 보급만 차단해준다면 단장의 능선을 탈취 할 수 있다고 강력하게 건의하였다. 이에 사단장은 군단장의 승인을 얻어 9월 27일부로 작전을 중단하고 문제점 분석과 새로운 방책 수립에 착수하였다.

### 2차 전투(1951.09.27 ~ 1951.10.13)
사단장은 지금까지의 작전을 대실패(fiasco)라 판단하고, 이에 대한 원인을 크게 세가지로 분석하였다. 첫째는 부대 운용에 있어 병력을 좁은 기동공간에 축차적으로 투입했다는 것이다. 둘째는, 화력지원팀을 적절히 운영하지 못했다는 것이고, 셋째는 전체 손실의 85%를 차지한 적의 박격 포격을 제압하지 못했다는 것이다. 이러한 분석을 바탕으로 10월 2일 새로운 작전인 Operation Touchdown 작전명령을 하달하였고, 이 작전을 3단계로 구분하여 실시하도록 하였다. 이 3단계는 아래와 같다.

1. 먼저 주공인 23연대가 보전 협동으로 931고지 점령. 이와 동시에 공병은 이목정-새건배 도로 개척.
2. 공병이 새건배-건솔리 간 도로 개척. 38연대는 도로 좌우변의 요충을 확보하여 공병 작전 엄호.
3. 72전차대대가 문등리로 돌진하여 적의 후방을 유린. 동시에 23연대는 851고지 점령.
이 작전의 성공 여부는 도로 개척에 달려있었다. 이 도로는 굴곡이 심하고 습지와 깊은 계곡이 형성되어 있어 전차가 1대라도 정차하면 도로 전체를 사용하지 못하게 된다. 따라서 72전차대대의 M4A3 전차의 기동 여부가 굉장히 중요했다.
10월 5일 21시 30분 위와 같은 작전명령을 바탕으로 공격준비사격을 시작하였다. 사격 시작 30분 전인 21시에 23연대는 이미 기동을 시작했다. 2대대를 선두, 3대대를 예비로 하여 894고지에서 931고지 방향으로 양공하였다. 1대대는 북쪽의 851고지를 견제/공격하였다. 아군은 적의 사격을 받았지만 적은 한 것에 방어 화력을 집중시킬 수 없었다. 아군 사단 포병이 적의 박격포 진지를 공격하고, 프랑스대대 또한 북쪽에서 양공하였기 때문이다. 적의 산만을 틈타 2대대는 3대대의 지원 하에 931고지에 은밀히 접근하였고, 적진에 도착한 후에는 화염방사기, 수류탄, 소화기 등으로 벙커 속 적을 제압하여 10월 6일 03시경 고지의 남쪽 절반을 점령하였다. 일출 무렵 고지 북쪽에서 올라온 프랑스대대와 연결하여 정오 이전에 931고지 완전 장악에 성공하였다.
이후 38연대는 10일까지 새건배-문등리 간 도로 서측의 636고지, 606고지, 905고지점령를 점령하였고, 사단 공병대대는 7일부터 새건배-건솔리 간 도로 개척 작전에 착수하여 9일 완료하였다. 서측방의 9연대는 이목적 서측의 867고지를 확보하였고, 이후 백석산 서북쪽의 1005고지 또한 점령하였다. 이로써 23연대은 공격 방향 서측방으로부터의 적의 위협에서 벗어나게 되었다. 아래 그림에서 위의 점령 지역을 확인할 수 있다.
이러한 상황에서 851고지 서쪽에서 72전차대대가 38연대 보병중대와 특수임무부대를 구성하여 문등리까지 진출하였고, 동측에서는 23연대 전차중대와 프랑스대대의 보병, 공병으로 이루어진 스트루먼 특임대가 사태리에 진입했다.
당시 적군은 중공군 68군 204사단과 202사단 1개 연대가 피로에 지친 북한군 5군단 예하 사단과 교체하기 위해 남하하고 있었다. 이에 아군 72전차대대는 문등리를 넘어서자마자 중공군과 조우하게 되었고, 미군의 진입을 예상치 못한 중공군에게 큰 피해를 입히고 851고지 서측으로 이르는 적 보급선을 차단할 수 있었다. 이후 적은 죽거나 부상당할 때까지 저항하였으나, 3대대가 서측에서 공격하고, 프랑스대대가 11일 야간에 전방으로 나서 공격하여 10월 13일 동이 틀 무렵 고지 정상을 점령하였다. 이후 974고지, 1220고지까지 점령하여 최종적으로 9월 13일부터 1개월간의 혈전이 목표 이상을 확보한 상태로 종료된다.

## 결과
이 전투로 북한군 2개 사단은 큰 피해를 입고 고지들을 내주고 지혜산 방면으로 후퇴하였고, 미국 제2보병사단 또한 많은 피해를 입었지만 3개 고지를 모두 점령함으로써 가칠봉과 백석산 사이에 한국군 쪽으로 공산측의 돌출부를 제거하여 전선을 정리/조정하였다.
이 긴 전투의 끝은 양쪽 모두에게 치명적이었다. 제2보병사단은 9월 13일부터 10월 15일까지 3,700명 이상의 사상자를 냈고, 그중 제23연대와 그 예하의 프랑스 대대가 거의 절반을 차지했다. 조선인민군 제6사단, 제12사단, 제13사단, 중국인민지원군 제204사단 역시 심각한 피해를 입었다. 조선인민군 제2사단의 손실 추정치는 총 25,000명에 가까웠다. 이러한 사상자의 약 절반은 터치다운 작전에서 발생했다.

## 분석 및 평가
피의 능선과 단장의 능선으로 얻은 것은 극히 작은 땅 조각이었지만 사상자는 피의 능선 2,500여 명, 단장의 능선 3,600여 명으로 매우 많았다. 전선의 만곡부를 제거하는 것은 성공했지만, 예상을 훨씬 웃도는 피해를 입었다. 이에 대한 평가는 긍정적인 평가와 부정적인 평가 모두 존재한다. 결론적으로는 승리를 한 전투이기에 성공적인 전투였다는 긍정적인 평가와, 전술적 차원에서 적의 증원 및 보급선을 차단하지 못했다는 점, 좁은 길목에 많은 병력을 집중시키는 등 기본적인 전술적 실책을 범했다는 점 등의 부정적인 평가로 양분된다.

## 영향
이 전투는 이스트우드(Clint Eastwood)가 감독하고 주연 배우를 맡은 1986년 영화 '하트브레이크 리지(Heartbreak Ridge)'의 제목, 내용과 관련이 있다. 이스트우드가 맡은 역할은 단장의 능선 전투의 참전용사이며, 이로 인해 명예훈장을 받게 된다. 영화 속 캐릭터는 해병대로 나오지만, 실제 전투는 육군이 수행했다.
2004년 한국에서 개봉한 '태극기 휘날리며'(미국 개봉)도 단장의 능선 전투를 영화의 마지막 전투이자 클라이맥스로 묘사하고 있다.(이는 한국군 지휘관이 예하 병사들에게 그들의 공격 목표가 931고지와 851고지를 점령하는 것이라고 언급하는 부분에서 알 수 있다.)

## 참고 문헌
- 국방부군사편찬연구소 《한국전쟁》(국방부전사편찬위원회, 비매품)
- 국방부군사편찬연구소《6.25 전쟁사》
- 온창일 외, 《6.25전쟁 60대 전투》, 황금알 2010
- 양구 전투(국방부전사편찬위원회, 비매품)
- 아틀라스 한국사